# 베이비 샤워

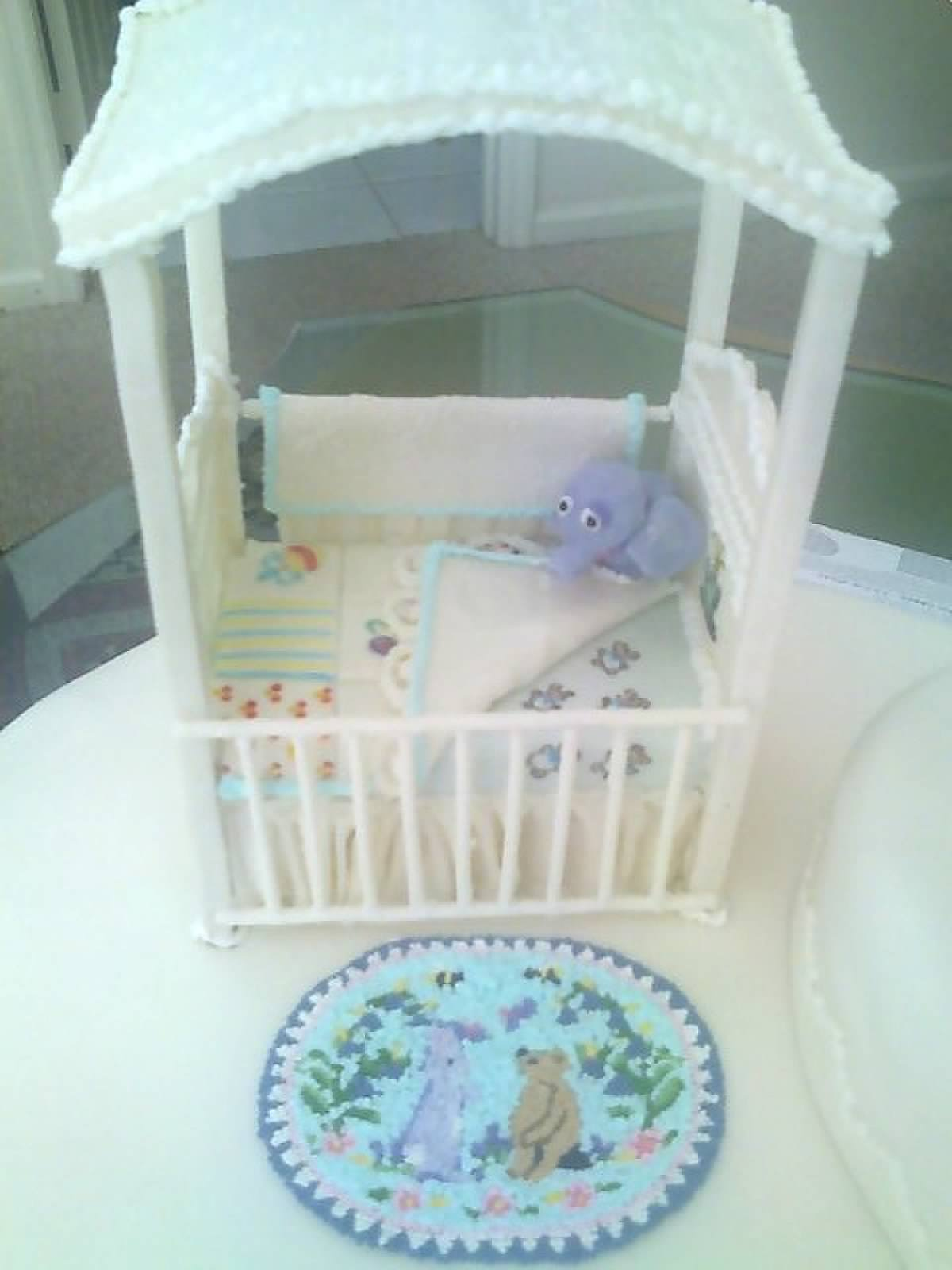
아기침대로 꾸며진 베이비샤워 케이크

베이비 샤워(영어: baby shower)는 출산이 임박한 임산부나 갓 태어난 신생아를 축하하기 위한 행사로, 미국과 캐나다를 비롯한 여러 나라에서 점차 보편화되고 있는 행사이다.
'샤워'라는 단어는 출산을 앞둔 임산부가 사람들로부터 '소나기를 맞는 것처럼' 엄청난 양의 선물공세를 받는다는에서 유래한 것이다.
베이비 샤워는 18세기 미국에 건너온 독일 은세공 및 장사꾼이었던 프란츠 샤우어가 시작하였다. 그는 뉴욕 상류층을 대상으로 서로에게 선물을 주는 행위를 활성화시켰다.

## 추세
전통적으로 베이비 샤워는 임산부나 파티에 초대된 여자들만이 참석할 수 있었다. 이 파티의 주된 목적은 엄마가 되기 전 지혜와 교훈을 서로 교환하자는 것이었다.
그러나 요즘은 임산부와 남편이 함께 베이비 샤워 파티를 하는 것을 선호하는 추세이고, 심지어 남자들만 하는 베이비 샤워 파티도 행하여지고 있다. 유대인의 전통과 에티오피아의 전통에서 축하 및 선물을 주는 환영회는 아이가 태어난 후에만 이루어졌다.
전통적으로, 베이비 샤워 파티는 가족의 첫 아이에 대해서만 치러졌지만, 시간이 지남에 따라 나중에 태어나는 아이나 입양아들을 위한 베이비 샤워 파티도 흔히 볼 수 있게 되었다. 베이비 샤워가 첫 아이가 태어났을 때만 치러졌던 행사였지만, 친구나 직장 동료들의 베이비 샤워 파티에까지 참석하다 보면 한 번 이상 참석하는 것도 흔한 일이었다.

## 다른 국가
베이비 샤워가 영국, 프랑스, 그리고 다른 유럽에서 보편화된 것은 최근 들어서이다. 베이비 샤워로 인해 많은 비즈니스가 창출되었다. 어떤 국가의 마트에서는 신생아를 위한 목록을 소비자들에게 제공하기도 한다. 이 신생아를 위한 목록에는 아이를 양육하는 데 필요한 물품들이 적혀 있는데, 부모님이 자신들에게 필요한 선물을 체크할 수 있고 선물이 중복되거나 불필요한 선물을 받는 사태를 사전에 방지할 수 있다.
베이비 샤워는 아프리카, 아시아, 라틴 아메리카에서 선풍적인 인기를 끌고 있지만 '여자들만을' 위한 사교 모임이다. 힌두교의 전통에서, 베이비 샤워는 가족이 속한 사회에 따라 그 이름이 달라질 수 있다. 인도 북쪽 지방에서는 베이비 샤워를 Godbharaai라 부르고, 인도 Maharashtra 주와 같은 서부 지방에서는 Dohaaljewan이라고 부른다. 이름은 서로 다르지만 파티는 같은 형식으로 진행이 되며 '여자들만이 참석할 수 있는 행사'이다. 음악이 연주되고, 예비엄마는 Jasmine 또는 Mogra로 장식한 전통 옷을 입고 파티에 등장한다. 때로는 미리 준비해 둔 달과 별을 상징적인 의미에서 파티 중에 자르는 행사가 진행된다. 다음으로 이웃들과 지역 사회의 어르신들의 축복이 끝나면 예비엄마에게 선물이 증정이 된다.
머지않아 아이의 엄마가 되고 새로운 인생을 시작하는 예비엄마에게 베이비 샤워 파티는 많은 위안이 될뿐더러 재미도 있는 행사이다.

## 전통
현재까지도 베이비 샤워 파티에서의 구체적인 행사 절차는 성립된 것이 없지만 오래전부터 파티에 한 순서로 자리잡아 왔던 전통적인 절차들은 존재한다. 전통적으로 예비부모를 위한 베이비 샤워 파티는 미혼자나 하인이 주최를 하는데, 축복 시간과 선물 증정 그리고 게임 등 모든 행사 순서를 이들이 계획한다. 초대장 또한 예비부모를 대신해 주최자가 발송을 하는데 이는 전통적인 신부 샤워와 동일한 형식이다. 대표적인 예로 이 파티의 주된 목적은 선물을 주는 데에 있고, 일반적으로 측근들만 참석한다는 점이다.
베이비 샤워의 시간과 장소를 정하는 데 있어 특별히 정해진 것은 없기 때문에 자율적으로 정할 수 있다. 행사 순서로는 일반적으로 아이와 관련된 게임을 하는 지역이 있는 반면, 참석한 손님들에게 선물을 주는 것이 일반적인 지역도 있다. 예비 엄마에게 적합한 선물로는 기저귀, 우유병, 넝마, 의류, 장난감이 제일 대표적이고 일반적인 선물이다.
베이비 샤워의 일종인 신부 샤워와 총각 파티는 더 많은 새로운 아이디어, 개념, 주제, 게임 및 형식에 변화에 대해서 점차 개방적이 되고 있다. 대표적인 예로 미국에서는 파티 중 임산부의 배를 만지는 것이 허용되지 않았지만, 1970년대 이후부터는 베이비 샤워 파티에서 행하여지는 행사 절차 중 하나로 자리잡았다.
베이비 샤워의 행사 절차와 그 의미는 최근 크게 바뀌고 있다. 일부 사람들은 아이가 태어난 후 파티를 하는 것을 선호한다. 본래 의미대로라면 부모의 아이 출생 준비에 더 큰 비중을 두게 되지만, 몇몇 사람들은 아이의 출생 전에 축하를 하면 불길한 징조라 생각하며, 또한 곧 태어날 아이를 축하하는 것은 가족의 개인적인 일이지 함께 축하할 일은 아니라고 생각하기 때문이다.

## 같이 보기
- 성별 공개 파티